# Emma Roca Rodríguez

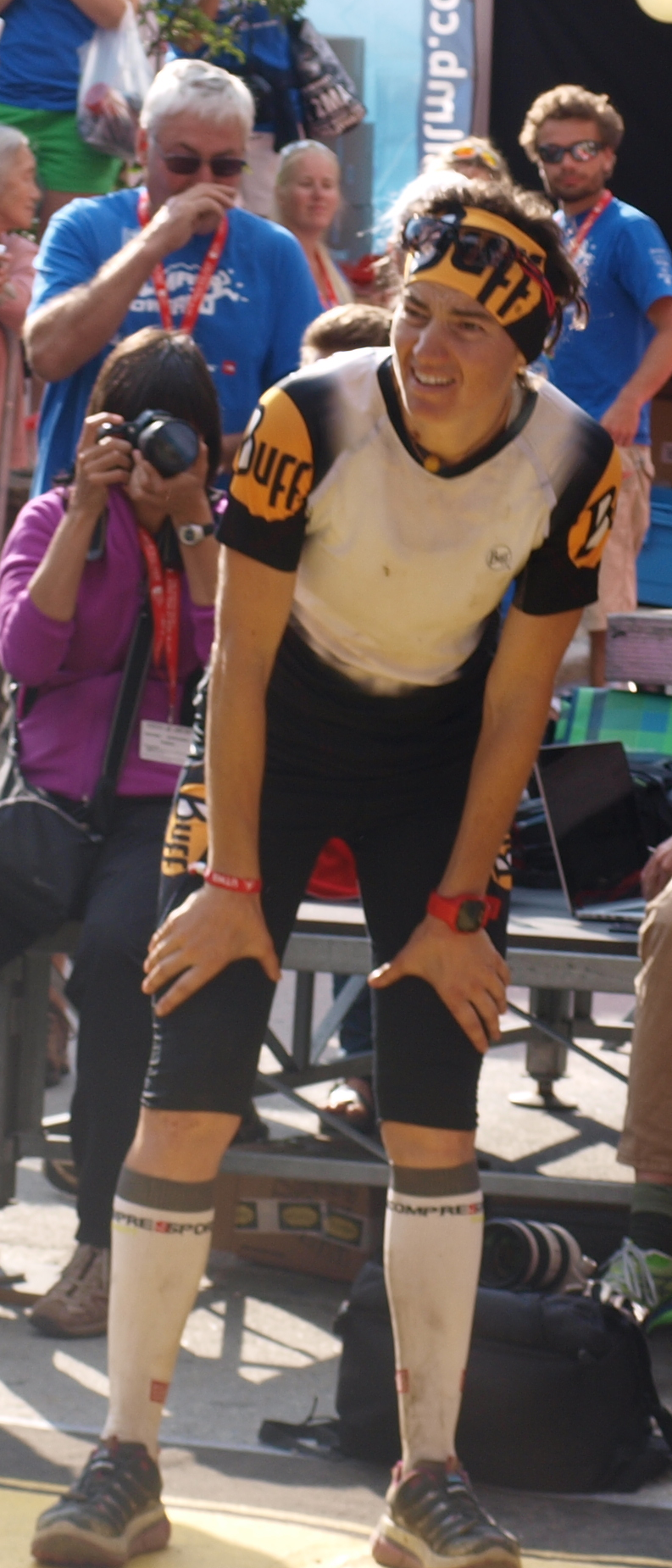
Emma Roca Rodríguez (2013)

Emma Roca Rodríguez (* 12. August 1973 in Barcelona; † 18. Juni 2021) war eine spanische Skibergsteigerin und Mitglied der spanischen Nationalmannschaft Skibergsteigen.
Roca war promovierte Biomechanikerin und dozierte an der Universität, ging aber vorwiegend ihrem Beruf als Feuerwehrfrau und dem Sport nach. Sie war Mutter und lebte in Talló/Lleida.
Emma Roca Rodríguez starb nach langer Krankheit an einer Krebserkrankung.

## Erfolge (Auswahl)
- 2004:
  - 5. Platz bei der Weltmeisterschaft Skibergsteigen Staffel (mit Cristina Bes Ginesta und Iolanda García)
  - 10. Platz bei der Weltmeisterschaft Skibergsteigen Team mit Cristina Bes Ginesta

- 2005:
  - 1. Platz bei der Spanischen Meisterschaft Skibergsteigen Team mit Cristina Bes Ginesta
  - 5. Platz bei der Europameisterschaft im Skibergsteigen Team mit Cristina Bes Ginesta
  - 5. Platz bei der Europameisterschaft im Skibergsteigen Staffel (mit Cristina Bes Ginesta und Sara Gros Aspiroz)
  - 8. Platz Weltcup Skibergsteigen Team mit Cristina Bes Ginesta
  - 10. Platz bei der Europameisterschaft im Skibergsteigen Einzel

- 2008:
  - 5. Platz bei der Weltmeisterschaft Skibergsteigen Staffel (mit Cristina Bes Ginesta, Gemma Arró Ribot und Izaskun Zubizarreta Guerendiain)
  - 7. Platz bei der Weltmeisterschaft Skibergsteigen Team (mit Izaskun Zubizarreta Guerendiain)
  - 9. Platz bei der Patrouille des Glaciers (zusammen mit Cristina Bes Ginesta und Izaskun Zubizarreta Guerendiain)
  - 10. Platz bei der Weltmeisterschaft Skibergsteigen Langdistanz

### Pierra Menta
- 2002: 5. Platz mit Cristina Bes Ginesta
- 2005: 4. Platz mit Jeannie Wall
- 2008: 6. Platz mit Cristina Bes Ginesta